# North Spit
North Spit är en udde i Antarktis. Den ligger i Sydshetlandsöarna. Argentina, Chile och Storbritannien gör anspråk på området.
Terrängen inåt land är platt åt sydväst, men åt nordost är den kuperad. Havet är nära North Spit åt sydväst. Trakten är glest befolkad. Närmaste befolkade plats är Escudero Station, 8,3 km väster om North Spit. 